# Santos Gutiérrez
José de los Santos Gutiérrez Prieto (El Cocuy, 24 de octubre de 1820 - Bogotá, 6 de febrero de 1872) fue un estadista, militar y político colombiano, miembro del Partido Liberal Colombiano.
Fue miembro del ala radical del liberalismo, dirigida por Manuel Murillo Toro, y responsable de la Constitución de Rionegro de 1863. Como militar participó en la Guerra de los Supremos y en la caída del presidente José María Melo, llegando a ser comandante del ejército colombiano. 
Gutiérrez ocupó la presidencia de Colombia entre 1868 y 1870. Durante su gobierno se dio importancia a la educación pública, se confirmaron los límites con Brasil y se celebró el primer contrato de concesión para la exploración y excavación de un canal interoceánico por el istmo de Panamá.

## Biografía

### Inicios
Nació en El Cocuy el 24 de octubre de 1820, siendo hijo de Juan Ignacio Gutiérrez Boada (hijo de Francisco Gutiérrez y Juana Boada) y María Ramos Prieto Corredor (hija de Gertrudis Corredor). Fue bautizado el 2 de noviembre de 1821 en su pueblo natal. Fueron sus padrinos Juan José Quintero Trujillo (hijo de Lorenzo Quintero Zambrano y María Juana Trujillo Mora) y María Natividad Barrueto Romero (hija de Pedro Barrueto y Martina Romero).
Realizó sus estudios primarios en su pueblo, y los secundarios en el Colegio de Boyacá, en Tunja, de donde pasó a la Facultad de Jurisprudencia de la Universidad Central de la República en Bogotá donde tuvo profesores como Estanislao Vergara y otros miembros de la época de la Independencia.

### Carrera
Fue alistado en el regimiento de reclutas para la Guerra de los Supremos, e intervino en la campaña del norte contra las guerrillas de la oposición. Luego culminó sus estudios y recibió el grado el 28 de noviembre de 1845. Dos años más tarde, se le confirió el título de Abogado.
Luchó contra la dictadura de José María Melo en la Guerra civil colombiana de 1854. Se incorporó al ejército constitucionalista y luchó con denuedo en las batallas de Tierra Azul o Cordonal y Pamplona, y luego actuó en la toma de Bogotá, triunfando sobre las tropas de Melo.
Asistió a la Convención de Rionegro, donde se aprobó la Constitución de 1863, que organizó en forma definitiva un Estado federal con el nombre de Estados Unidos de Colombia, vigente hasta 1886. Gutiérrez fue nombrado, así mismo, general en jefe del ejército de los Estados Unidos de Colombia. 
A finales de 1863, fue elegido presidente del Estado de Boyacá aparte durante este mandato ocurrió una supuesta declaración de guerra al reino de Bélgica por motivos amorosos y en el año siguiente, presidente del Estado de Cundinamarca. Restauró los colegios de San Bartolomé y del Rosario y fundó el Lazareto de Agua de Dios. En 1865 volvió al Senado de la República y después viajó a Europa en misión diplomática.

## Presidencia (1868-1870)

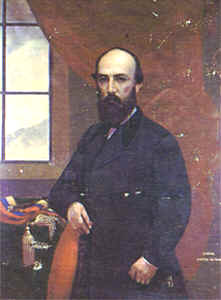
Retrato en óleo de Gutiérrez

### Elección
Santos se presentó a las elecciones presidenciales de 1868 con el apoyo del expresidente Murillo Toro. Gutiérrez representó el sector radical del Partido Liberal, y se enfrentó al conservador Pedro Justo Berrio, y al liberal moderado Eustorgio Salgar, apoyado por el expresidente Mosquera.
Santos venció a sus contendores con una amplia ventaja de 6 delegados, sobre los 3 entre Berrio y Salgar.

### Gabinete ministerial
- Canciller (Secretario de Relaciones Exteriores): Santiago Pérez (1868-1870).
- Secretario de Guerra: Gral. Sergio Camargo Pinzón (1868-1870).
- Secretario de Hacienda: Miguel Samper (1868-1869); Narciso González Lineros (1869); Salvador Camacho Roldán (1869); Januario Salgar (1869-1870).
- Secretario del Tesoro: Carlos J. Herrera (1868-1870); Narciso González Lineros (1870).

### Gobierno
En su corto mandato dio apertura a la navegación por el Río Magdalena, mejoró y amplió la red telefónica nacional y construyó una red telegráfica submarina, sistema traído a Colombia durante el gobierno de su padrino político Murillo Toro. También inició la concesión para la construcción de un canal interoceánico en Panamá.
Parte de su programa social lo dedicó también al mejoramiento de la educación pública a nivel nacional.
Gutiérrez abogó por la estabilidad social y el entendimiento de los dos partidos, pactando con el Partido Conservador, proponiendo una Regeneración para "pacificar el país". Sobre éste punto, Gutiérrez afirmó ante el Congreso colombiano el 1 de febrero de 1869:

"El país ha llegado a tal punto de decadencia, fruto de la intranquilidad más o menos absoluta de los últimos años, que es preciso empezar la grande obra de su regeneración por la rudimentaria base de restablecer su seguridad [...] una regeneración que reclaman nuestro honor nacional y nuestra aflictiva situación."

### Relaciones exteriores
Gutiérrez estableció por medio de su secretario de asuntos exteriores, Santiago Pérez, los límites territoriales con Brasil.

## Postgobierno y muerte
Gutiérrez entregó el cargo a su antiguo rival Eustorgio Salgar, el 1 de abril de 1870, quien contó con el apoyo de Murillo Toro y el sector radical del liberalismo. Dejado el cargo, el Congreso Nacional lo nombró de nuevo primer designado para asistir a Salgar en sus funciones si resultaba necesario. 
Se retiró a la hacienda La Primavera, cerca a Guaduas, con la intención de descansar; sin embargo Santos Gutiérrez falleció en Bogotá el 6 de febrero de 1872 a los 51 años, siendo sepultado en el Cementerio Central de la ciudad, donde actualmente reposan sus restos.

## Vida privada

### Declaración de Guerra a Bélgica
Mientras hacía sus estudios de jurisprudencia en la Universidad de Lovaina, Santos Gutiérrez se enamoró de una joven llamada Josefina. El amor fue correspondido por ella, pero los padres de Josefina no dieron el visto bueno para que la pareja se casara y se trasladara a vivir a Colombia. A pesar del paso del tiempo, y aprovechando su posición de poder, Gutiérrez decidió cobrarle su despecho a todo el Reino de Bélgica. Mientras era presidente del Estado de Boyacá, en 1867, envió una misiva declarándole la guerra a Bélgica. Sin embargo, dicha carta nunca llegó a su destino.
Al conocerse esta historia más de un siglo después, Willy Stevens, entonces embajador de Bélgica en Colombia, decidió firmar un armisticio el 28 de mayo de 1988 con el entonces gobernador del Departamento de Boyacá, Carlos Eduardo Vargas Rubiano. El acto tuvo lugar en la ciudad de Tunja y contó con la participación de los embajadores de Bolivia, Uruguay, Holanda, Marruecos, Líbano y China, quienes oficiaron como testigos. Asimismo participaron varios representantes de la colonia belga en Colombia. La televisión pública del país europeo se encargó de cubrir el curioso acto de paz y fraternidad entre ambas partes.

### Familia
José Santos era hijo de Juan Ignacio Gutiérrez Boada y María Ramos Prieto Corredor, y era hermano de Ana Joaquina, María Anastacia, María Cristo, María Domitila y Juan Francisco Gutiérrez Prieto. También era medio hermano de Amílcar Gutiérrez Solano, por parte de su padre, y de Ana Josefa Salazar Prieto, por parte de su madre. Por otra parte, los padrinos de bautismo de José Santos fueron Juan José Quintero Trujillo (tío-abuelo segundo del coronel Honorato Quintero Toscano) y María Natividad Barrueto Romero.

#### Matrimonio y descendencia
Gutiérrez estuvo casado en dos ocasiones. Contrajo primeras nupcias con Ana Deodata Bernal Barbosa en 1849, con quien tuvo siete hijosː María Eloísa de las Mercedes, Lastenia, Ana Rosa, María Eudocia, María Emelina, Anadeodata Clementina y Campo Elías Gutiérrez Bernal. Ana Deodata Bernal era pariente de Francisco de Guzmán Ponce de León, encomendero de Muzo, quien era descendiente de nobles españoles, entre ellos Juana Ponce de León, hija de Fernán Pérez Ponce de León y bisnieta del rey Alfonso IX de León.
Luego de su divorcio con Anadeodata Bernal, Santos contrajo nuevas nupcias con Hermelinda Concha, sin dejar descendencia.